# Bayram Ali Bayramoğlu
Bayram Ali Bayramoğlu (* 7. September 1958 in Rize) ist ein türkischer Politiker.

## Leben
Er ist Absolvent der Fakultät für Marketing und Wirtschaft an der Universität Istanbul, Mitglied Handelskammer Istanbul (İTO), Präsident der türkisch-saudischen Wirtschaftskommission im Rahmen der DEİK (Kommission für außenwirtschaftliche Beziehungen der Türkei) sowie Koordinator des International Business Fair (IBF) und Berater der Türkei in den Beziehungen mit dem Welthandelszentrum.
Er betätigte sich in der Führung von diversen Unternehmen im Baugewerbe im In- und Ausland, im Außenhandel, in der Produktion von Tee und Kerzen, im Bergbau und der Energiebranche. Er war Gründungsmitglied und 1997–2004 Vorstandsvorsitzender von MÜSİAD (Verband unabhängiger Industrieller und Unternehmer). Von 2007 bis 2011 war er Abgeordneter der Großen Nationalversammlung. Bayramoglu ist verheiratet und hat ein Kind.